# Aconitum abietetorum
Aconitum abietetorum  är en ranunkelväxt, som beskrevs av Wen Tsai Wang och L.Q. Li.. Aconitum abietetorum ingår i släktet stormhattar, och familjen ranunkelväxter.
Inga underarter finns listade i Catalogue of Life.